# Neogovea kamakusa
Neogovea kamakusa is een hooiwagen uit de familie Neogoveidae.